# Пингина, Анна Ивановна
Анна Ива́новна Пи́нгина (род. 2 мая 1978, Армавир, Краснодарский край) — российская певица, автор песен, лидер и основатель музыкального коллектива. Работает в жанрах world music, фолк-рок, инди-рок. 

## Биография
Родилась в городе Армавир Краснодарского края 2 мая 1978.
По словам родных, петь начала раньше, чем говорить и ходить.
В шесть лет впервые спела на главной площади родного города. В 11-летнем возрасте собрала первую группу, где пела и играла на бас-гитаре. Сочинять начала с 14 лет.
В 1996 году, после Юридического техникума, Анна поступила на отделение «Актёр музыкального театра» в Краснодарского музыкального колледжа им. Н. А. Римского-Корсакова.
С 1998 года училась на юридическом факультете Кубанского государственного университета.
В июне 2014 у Анны родился сын — Устин Александрович.
В середине 2010-х годов на несколько лет вместе с семьёй перебралась в Японию, в настоящее время живёт на две страны. Приняла участие в седьмом сезоне шоу «Голос» (в команде Басты).

## Работа в театре
В течение одного сезона Анна Пингина была исполнительницей главной роли (Мария) в мюзикле «Вестсайдская история» в постановке А. Я. Шапиро в Краснодарском муниципальном молодёжном театре.
В 2000 году Анна приехала в Москву для участия в российской постановке мюзикла «Нотр-Дам де Пари» в Московском театре оперетты, где была принята на роль Флёр-де-Лис. В 2003 году Анна вводится в рок-оперу «Иисус Христос — суперзвезда» на роль Марии Магдалины в театре имени Моссовета.

## Музыка
Во время учёбы и работы в театре Анна Пингина пишет песни, лучшие из которых впоследствии становятся основой её первого альбома, а также сотрудничает с разными группами и проектами.
Осенью 2008 года Анна собирает собственный коллектив, основу которого составили Сергей Вишняков (гитара) и Денис Адаев (баян). Позже к ним присоединяется духовик Олег Дробинский, и барабанщик и перкуссионист Мариан Марио Калдарару.
Весной 2009 года в коллектив приходят Дмитрий Фролов, и бас-гитарист Алексей Кожанов из состава группы «Мельница».
В октябре 2010 Анна записала первый альбом под названием «Мой», в котором она является автором всех стихов и мелодий. Альбом получил положительные отзывы, две песни с этого альбома вошли в официальный саундтрек фильма Рената Давлетьярова «Стальная бабочка». В 2011 году трек «Ласточка» feat Ramazanius признан лучшим треком и получил 1 место в европейском музыкальном конкурсе Driven Creativity Competition Архивная копия от 21 мая 2013 на Wayback Machine 2011 (Германия).
В 2012 году дебютный альбом «Мой» стал номинантом, а затем победителем Vox Pop poll престижной американской награды 11th Independent Music Awards в категории World Beat Album.
16 мая 2013 года в клубе Б2 состоялась презентация второй пластинки Анны Пингиной — «Ахимса». В августе трек «Немой» попал в Чартову дюжину на «Нашем радио».
Анна Пингина участвует во многих музыкальных фестивалях, среди которых «Дикая мята», «Нашествие», «Усадьба джаз» и др. Обладательница гран-при фестивалей «Лестница в небо», «Таланты и поклонники» (Санкт-Петербург), и «Открытый конкурс артистов эстрады» (Санкт-Петербург).
Музыкальный критик Гуру Кен назвал Пингину «первоклассной, высокопрофессиональной певицей», а её вокал — «чудным» и «герметичным».

## Семья
- Отец — Иван Николаевич Пингин, служил в милиции.
- Мать — Наталья Витальевна Пингина (в девичестве Шурыгина), была медработником.

## Дискография
- Мой (альбом) (2010)
- Без головы (сингл) (2011)
- Ахимса (альбом) (2013)
- Вологодская (сингл) (2014)
- Которого нет (сингл) (2020)